# Храм Александра Невского (Бендеры)
Хра́м свято́го благоверного князя Алекса́ндра Не́вского — храм Тираспольской и Дубоссарской епархии Русской православной церкви, расположенный в городе Бендеры на территории Бендерской крепости в парке Александра Невского.

## История
Первый камень военного храма заложили в 1827 году. В 1833 году храм посетил Российский император Николай I со своей семьёй, а в 1877 году здесь был император Александр II. 9 мая 1916 года церковь вместе с супругой Александрой Федоровной, цесаревичем Алексеем и четырьмя дочками посетил император Николай II.
После Второй мировой войны церковь была практически полностью разграблена – похищено и вывезено все имущество. В 1947 году храм был переоборудован в солдатский клуб, а после 1994 года здание было заброшено.
12 сентября 2008 года на территории крепости в Храме Святого Благоверного князя Александра Невского была проведена первая церковная служба и дано благословение на начало восстановительных работ. В 2009 году в крепостной церкви Александра Невского побывала и молилась Глава Российского Императорского Дома Великая княгиня Мария Владимировна, а спустя год храм посетил наследник цесаревич Великий Князь Георгий Михайлович. 6 июля 2011 года после начала восстановительных работ была отслужена первая Божественная литургия, освящен и установлен  крест на центральном куполе. Церковь для прихожан вновь открыли 12 сентября 2011 года, был освящен престол храма.
В сентябре 2013 года, во время двухдневного визита, крепостную церковь посетил Патриарх Московский и всея Руси Кирилл и в память о своём визите подарил образ Богоматери «Споручница грешных». В декабре этого же года была закончена роспись крепостной церкви Святого Благоверного князя Александра Невского.

## Архитектура
Храм каменный, который построен крестообразно в византийском стиле с пристроенной колокольней. Вмещает до 600 человек.

## Настоятели
Сейчас настоятель храма протоиерей Михаил Лунгу.

## В нумизматике
9 сентября 2020 года Приднестровский республиканский банк выпустил 1 рубль «Церковь Александра Невского г. Бендеры» из серии «Православные храмы Приднестровья». Тираж — 50 тысяч штук.

## В филателии

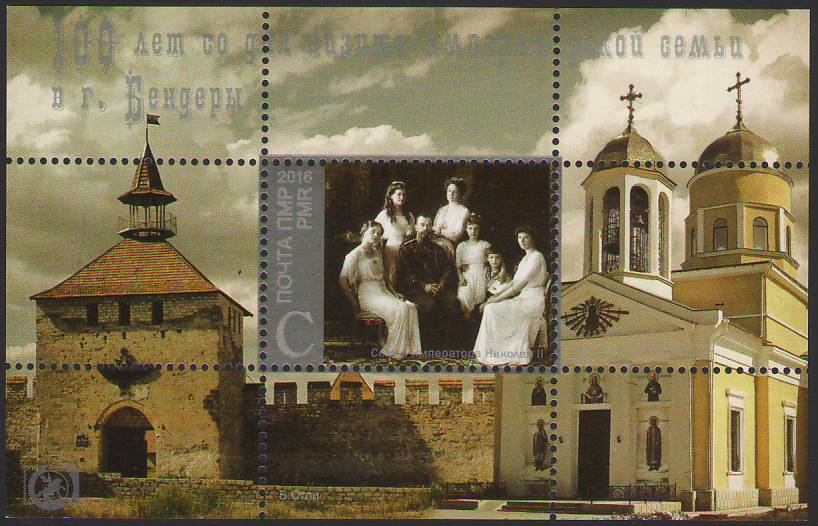
Блок «100 лет со дня визита императорской семьи в город Бендеры»

13 сентября 2015 года вышла почтовая марка в составе серии «20 лет Тираспольско-Дубоссарской епархии».
25 июня 2016 года прошло спецгашение конверта первого дня и блока «100 лет со дня визита императорской семьи в город Бендеры», на котором изображен храм.
22 мая 2016 года состоялось спецгашение конверта первого дня, на котором изображен храм.